# Đầu máy GE U8B
GE U8B (D9E/D10E) là một loại đầu máy diesel được sử dụng trên các tuyến thuộc đường sắt Việt Nam.

## Lịch sử

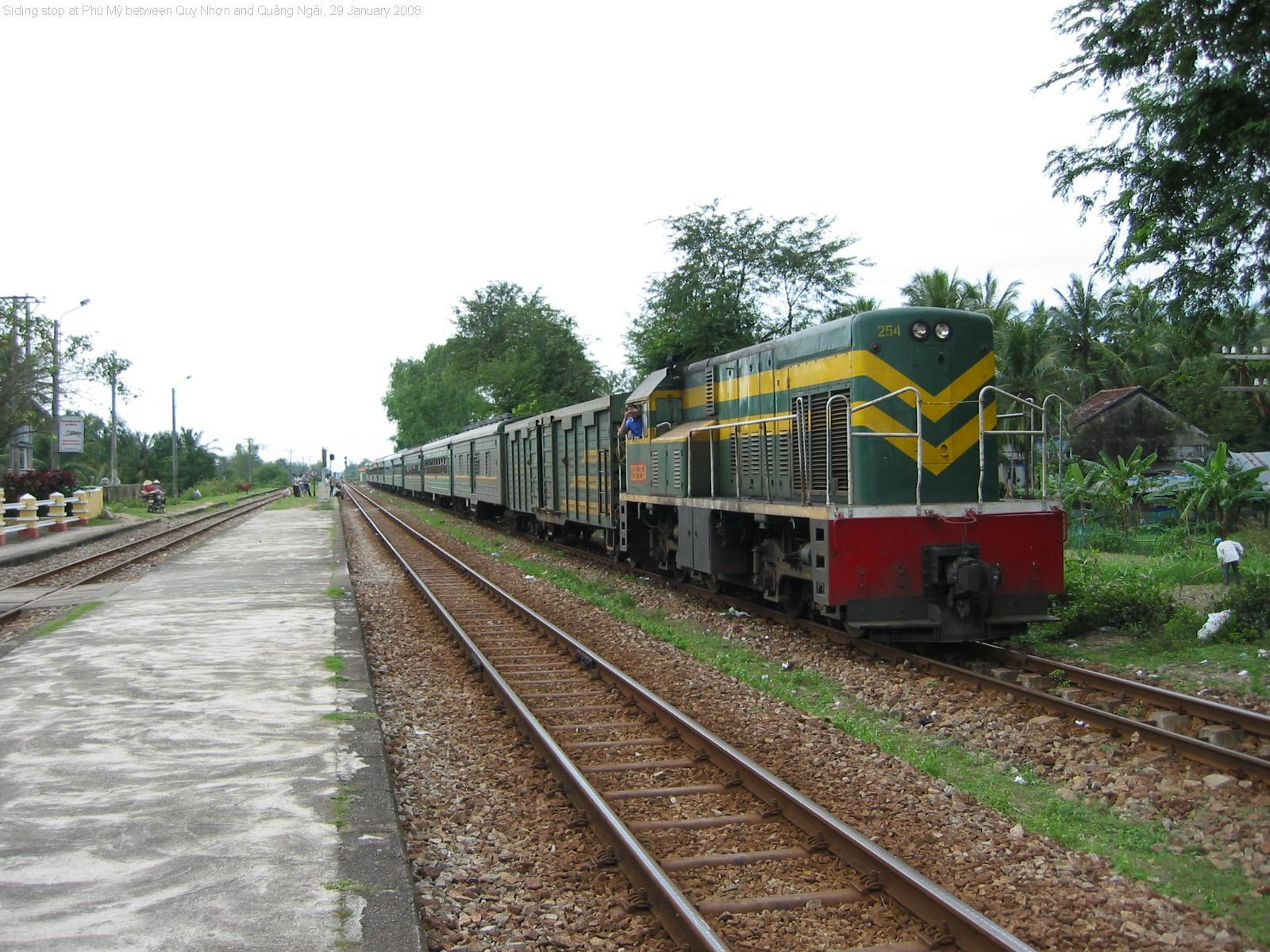
D9E-254 Thuộc XNĐMSG Trước XNTXSG

Đầu máy GE U8B được sản xuất bởi General Electric, Hoa Kỳ từ năm 1963 đến năm 1965. Khi đó, nó có tổng cộng là 30 đầu máy được sử dụng. Đầu máy này được thiết kế tương tự như loại đầu máy ở Hoa Kỳ. Hiện nay, loại đầu máy giống như D9E vẫn còn được sử dụng, hoạt động ở một vài tuyến đường sắt điển hình như New Zealand và Philippines. Sau nhiều năm sử dụng, Đường sắt Việt Nam đã có những nỗ lực trong việc nâng cấp, cải tiến thành động cơ Caterpillar giúp cho đầu máy tăng công suất lên. Hiện nay, những đầu máy D9E đang được dùng với nhiều mục đích khác nhau.

## Danh sách
| Model | Số hiệu  | Năm sản xuất | Xí nghiệp quản lí | Ghi Chú                             |
| BB907 | D9E-207  | 1963         | XNĐM Vinh         | Chuyển từ XNĐM Sài Gòn              |
| BB908 | D9E-208  | 1963         | XNĐM Sài Gòn      |                                     |
| BB909 | D9E-209  | 1963         | XNĐM Sài Gòn      |                                     |
| BB911 | D9E-211  | 1963         | XNĐM Vinh         | Chuyển từ XNĐM Sài Gòn              |
| BB912 | D9E-212  | 1963         | XNĐM Sài Gòn      |                                     |
| BB914 | D9E-214  | 1963         | XNĐM Hà Nội       | Chuyển từ XNĐM Sài Gòn              |
| BB915 | D9E-215  | 1963         | XNĐM Vinh         | Chuyển từ XNĐM Sài Gòn              |
| BB917 | D9E-217  | 1963         | XNĐM Sài Gòn      |                                     |
| BB918 | D9E-218  | 1963         | XNĐM Vinh         | Chuyển từ XNĐM Sài Gòn              |
| BB919 | D9E-219  | 1963         | XNĐM Sài Gòn      |                                     |
| BB926 | D9E-226  | 1963         | XNTX Sài Gòn      |                                     |
| BB927 | D9E-227  | 1963         | XNĐM Sài Gòn      |                                     |
| BB929 | D9E-229  | 1963         | XNĐM Hà Nội       | Chuyển từ XNĐM Đà Nẵng cũ           |
| BB931 | D9E-231  | 1964         | XNĐM Vinh         | Chuyển từ XNĐM Yên Viên cũ năm 2015 |
| BB932 | D9E-232  | 1964         | XNĐM Vinh         | Chuyển từ XNĐM Sài Gòn              |
| BB933 | D9E-233  | 1964         | XNĐM Hà Nội       | Chuyển từ XNĐM Đà Nẵng cũ Năm 2012  |
| BB934 | D9E-234  | 1964         | XNĐM Vinh         | Chuyển từ XNĐM Sài Gòn              |
| BB935 | D9E-235  | 1964         | XNĐM Hà Nội       | Chuyển từ XNĐM Đà Nẵng cũ Năm 2012  |
| BB936 | D10E-236 | 1964         | XNĐM Sài Gòn      |                                     |
| BB941 | D9E-241  | 1965         | XNĐM Hà Nội       | Chuyển từ XNĐM Đà Nẵng cũ năm 2012  |
| BB944 | D9E-244  | 1965         | XNĐM Sài Gòn      |                                     |
| BB945 | D9E-245  | 1965         | XNĐM Sài Gòn      |                                     |
| BB946 | D9E-246  | 1965         | XNĐM Vinh         | Chuyển từ XNĐM Sài Gòn              |
| BB948 | D9E-248  | 1965         | XNĐM Sài Gòn      |                                     |
| BB949 | D9E-249  | 1965         | XNĐM Hà Nội       | Chuyển từ XNĐM Sài Gòn              |
| BB950 | D10E-250 | 1965         | XNĐM Sài Gòn      |                                     |
| BB951 | D9E-251  | 1965         | XNĐM Sài Gòn      |                                     |
| BB952 | D9E-252  | 1965         | XNĐM Vinh         | Chuyển từ XNĐM Sài Gòn              |
| BB953 | D9E-253  | 1965         | XNĐM Vinh         | Chuyển từ XNĐM Yên Viên cũ năm 2015 |
| BB954 | D9E-254  | 1965         | XNTX Sài Gòn      |                                     |

1. ↑  "Lịch sử và thông tin của Đầu máy D9E". Railways in Vietnam. Truy cập ngày 24 tháng 12 năm 2021.